# Рымнику-Сэрат (река)
Ры́мнику-Сэра́т, устар. — Ры́мник (рум. Râmnicul Sărat) — река в Румынии, правый приток реки Сирет. Длина — 139 км, площадь бассейна — 943 км². Берёт начало у горы Фуру-Маре (горы Вранча), течёт на юго-восток. У города Рымнику-Сэрат поворачивает на северо-восток. Впадает в Сирет около села Нэмолоаса.

## Сражение при Рымнике
На реке 11 (22) сентября 1789 года произошло сражение, в котором русско-австрийские войска под командованием генерала А. В. Суворова и принца Ф. Кобургского разбили вчетверо превосходившие их силы турецкой армии. Суворов получил за это титул «граф Рымникский», однако этот титул оказался роковым для его сына Аркадия, унаследовавшего титул и погибшего в водах одноименной реки во время очередной русско-турецкой войны в 1811 году.